# Axarus rogersi
Axarus rogersi is een muggensoort uit de familie van de dansmuggen (Chironomidae). De wetenschappelijke naam van de soort is voor het eerst geldig gepubliceerd in 1958 door Beck and Beck.